# IC 2391
Az IC 2391 (más néven Caldwell 85) egy nyílthalmaz a Vela (Vitorla) csillagképben.

## Felfedezése
A nyílthalmazt Nicolas-Louis de Lacaille fedezte fel 1752-ben. Feltételezések szerint már 964-ben vizsgálta egy  perzsa csillagász, Abd Al-Rahman Al Sufi.

## Tudományos adatok
A halmaz körülbelül 30 csillagot tartalmaz és megközelítőleg 50 millió éves. Viszonylag közel, 500 fényévnyire van a Földtől ezért látszólagos magnitúdója elég alacsony: 2,5.

## Megfigyelési lehetőség
Közelsége miatt szabad szemmel is megfigyelhető, de egy kis méretű amatőrcsillagász távcsővel  már szépen csillagaira bomlik.